# Дигитална рубља
Дигитална рубља (рус. Цифровой рубль) је планирана дигитална валута у Руској Федерацији. Најављено је да ће крајем 2021. године да буде пуштена у оптицај од стране Централне банке Руске Федерације (ЦБРФ) као допуна и варијанта националне валуте. Тиме неће бити замијењена тренутна готовинска рубља, већ ће само бити омогућено да се одређене трансакције изврше електронским путем и на једноставнији начин. Замишљена је као валута са особинама за готовинског и неготовинског платежног средства. Као неготовинско платежно средство користило би се у онлајн плаћањима и плаћањима на даљину, а као особину готовинског средства би имало могућност употребе и без доступа интернету. Како би ЦБРФ омогућила разумијевање оваквог монетарног пројекта, спроведено је истраживање у октобру 2020. године. Такође, с обзиром да ће бити емитована од стране централне банке једне државе, не може се сматрати криптовалутом.
Тренутно Банка Русије припрема допунску платежну инфраструктуру како би било могуће остварити овакав план у потпуности. Оно како је осмишљена нова дигитална валута јесте да ће постојати у виду дигиталних записа. Ти дигитални записи ће имати облик јединствених дигиталних кодова и тако ће да представљају електронска новчана средства, која ће се чувати у електронским новчаницима. Трансакције ће се спроводити на начин да ће заправо се дигитални кодови преносити из једног електронског новчаника у други. Дигитални кодови би били емитовани од стране Централне банке као и што је то случај са готовинским рубљама (новчаницама) које имају серију и свој број. Такође, дигитална рубља би обједињавала елементе готовинске и "неготовинске" рубље у формату онлајн плаћања. Оно што би била већа предност у односу на претходно два наведена вида рубље, јесте да ће дигиталну рубљу бити могуће користити и у офлајн режиму и да ће имати друге елементе готовинског плаћања управо захваљајући јединственом дигиталном коду. Међутим, да би се омогућила употреба дигиталне употребе и онда кад не постоји доступ интернету или мобилним подацима, Банка Русије планира да обезбједи неопходну електронску инфраструктуру.
У јуну 2021. године Централна банка Русије је изабрала 12 банака у којима ће експериментално да пусти у оптицај дигиталну рубљу, а претходно томе је у априлу увела електронске новчанике одређеним финансијским институтима који ће моћи својим клијентима да праве засебне новчанике и такође планира крајем 2021. направити платформу којом би било могуће вршити трансакције у офлајн режиму. Најављено је да ће потпуно остварење увођења дигиталне рубље бити спроведено у периоду од 3 до 7 година.

## Извори и референце
1. ↑  Цифровой рубль. Доклад для общественных консультаций., Званични веб-сајт Централне банке Руске Федерације., октобар 2020, језик руски.
2. ↑  ЦБ выбрал 12 банков для тестирования цифрового рубля., Forbes Россия., 29. јуна 2011, језик руски.
3. ↑  ЦБ наполнит кошельки цифровыми рублями., Коммерсантъ., 8. априла 2021, језик руски.

- Цифровой рубль., Званични веб-сајт Банке Русије., језик руски